# The Source

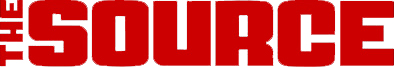
Das Logo des Magazins

The Source ist ein US-amerikanisches Hip-Hop-Magazin. Neben der Musik schreibt The Source auch über Politik und Kultur. Es war jahrelang das einflussreichste, und ist bis heute mit weltweit acht Millionen Abonnenten das auflagenstärkste Magazin des Genres.
The Source wurde 1988 von David May und Jon Shecter in Boston als Konzert-Newsletter gegründet. Hauptkonkurrent ist das Magazin XXL, das in den letzten Jahren zunehmend an Auflage gewinnt. Benzino ist Miteigentümer des Magazins, aber seit 2006 von allen Funktionen durch den Vorstand enthoben.

## Geschichte
May und Shecter begründeten The Source, als beide DJs beim College-Radio der Harvard University waren. Beide waren fasziniert von Hip-Hop und wollten der Szene ein breiteres Echo geben. Was als Newsletter für Konzerte begann, wandelte sich zum bekannten Magazin, als es ihnen gelang, ein Interview mit LL Cool J zu bekommen.
Beide beschlossen, ihre College-Freunde James Benard, Reginald Dennis und Ed Young anzustellen. May wechselte vom Posten des Musik-Redakteurs in die Anzeigenakquise. Das Magazin zog von Boston nach New York City, um besser an den Mainstream-Markt zu gelangen.
The Source wurde in dieser Zeit ein fester Name im Hip-Hop. Bestimmte Kolumnen des Magazins beeinflussten das Genre maßgeblich. In Unsigned Hype stellten die Macher aufstrebende Rapper oder Crews vor, die noch ohne Plattenvertrag waren. Darunter waren DMX, Eminem, The Notorious B.I.G. oder 50 Cent. Die Record Report genannten Albumbesprechungen konnten den Verkaufserfolg einer Platte maßgeblich beeinflussen.
Neben der Berichterstattung über Musik enthielt The Source auch ausführliche Artikel über den zeitweiligen Crack- und Kokain-Boom, Polizeigewalt und die New Yorker Ermittlungen gegen bekannte Rapper und Produzenten.
Zurzeit hat The Source maßgeblich an Ansehen in der Szene verloren, da es mehrere große Misserfolge mit Veranstaltungen hatte und einen langen Streit mit Eminem führte. Miteigentümer Benzino nahm 2002 die Tracks I Don't Wanna und Pull Up Your Skirt auf, in denen er dem Detroiter Rapper die „realness“ absprach und ihn unter anderem den „Vanilla Ice 2003“ und „Rap-Hitler“ nannte. Auch die Tatsache, dass Audiodateien der Songs auf der Website der Zeitschrift gestellt wurden, veranlasste Eminem mit zwei Songs zu antworten und dabei nicht nur Benzino, sondern auch The Source selbst wegen zweifelhafter journalistischer Integrität anzugreifen. Als The Source danach Ausschnitte aus zwei frühen Aufnahmen Eminems veröffentlichte, auf denen er beleidigende Kommentare über afro-amerikanische Frauen machte, verklagte dieser das Magazin wegen Urheberrechtsverletzungen. Als Grund für die abfälligen Äußerungen gab er eine Trennung von seiner schwarzen Freundin unmittelbar vor Entstehung der Aufnahmen an und bat die Fans, dies zu berücksichtigen.
Auch außerhalb Eminems Einflusskreises wurde Benzino häufig vorgeworfen, er würde die redaktionelle Linie sehr stark beeinflussen, um Projekte von Freunden oder eigene Projekte zu fördern.
Das Magazin war mit mehreren Klagen wegen nicht bezahlter Gagen für Künstler und nicht gezahlten Gehältern für Angestellte beschäftigt. Auch wurde das Magazin von der früheren Redakteurin Kimberly Osorio unter anderem wegen sexueller Belästigung am Arbeitsplatz verklagt. Ein Gericht in Manhattan sprach Osorio 15,5 Millionen Dollar zu.